# 어쨌든 서른
《어쨌든 서른》(영어: Anyway Thirty)는 Dramax에서 2025년 1월 16일부터 공개된 대한민국의 드라마, 로맨스, 성장, 청춘 드라마이다.

## 제작진

### 연출
- 김산

### 각본
- 김산
- 김미진
- 김주령

## 등장 인물
- 송지은 : 주서은 역
- 박기웅 : 조깅 남 역
- 알렉스 : 하정유 역
- 한아름별 : 채승희 역
- 김민형 : 송강식 역